# Саша Каун
Александър Олегович (Саша) Каун е руски баскетболист, играл като център. Най-известен е като играч на ПБК ЦСКА (Москва), Кливланд Кавалиърс и националния отбор на Русия.

## Кариера
Баскетболната кариера на Каун започва в колежанските му години, когато той заминава за САЩ по програма за обмен на студенти. Играе за колежанския отбор на Въздушната академия на Флорида две години. С Каун в състава си отборът записва серия от 23 поредни победи и става шампион на щата. Саша записва 13 точки, 7 борби и 2 блока средно на мач. Талантът на центъра е високо оценен от студентския треньор Бил Селф, който го привлича в Канзас Джейхолс. В първия си сезон за Канзас изиграва 27 срещи и става шампион на конференцията „Големите 12“. По време на последната си година в университета, Саша става шампион на Националната студентска лига (NCAA). Каун завършва висшето си образование със специалност „компютърни науки“.
Участва в драфта на НБА през 2008 г. и е изтеглен от Сиатъл Суперсоникс. Преди началото на новия сезон отборът се мести в Оклахома Сити, а правата на играча са продадени на Кливланд Кавалиърс. Центърът решава да се завърне в Русия и подписва договор с ЦСКА Москва. Печели и повиквателна в националния отбор на Русия. След като основният център Дейвид Андерсен напуска в посока Барселона, Саша става титуляр в отбора на „армейците“. През 2010 г. участва на световното първенство в Турция, но „Сборная“ остава едва на 7 място.
През 2011 г. в ЦСКА е привлечен Ненад Кръстич и през следващите три сезона Каун остава в сянката на сърбина. Въпреки това, Саша получава достатъчно игрово време. Участва на Олимпийските игри в Лондон, където Русия завършва на трета позиция. След олимпийските игри удължава договора си с ЦСКА. През сезон 2014/15 Каун отново е титулярен център на ЦСКА Москва. След края на сезона обявява края на кариерата си.
Все пак през август 2015 г. Каун подписва с Кливланд Кавалиърс, които държат правата му от драфта. Там Каун е трети избор за център след сънародника си Тимофей Мозгов и Тристан Томпсън и изиграва само 25 мача през редовния сезон, в които записва само 3 минути средно на двубой и показатели от 0.9 точки и 1 борба. През април 2016 г. закратко е даден под наем на сателитния отбор на „кавалерите“ Кантон Чардж. Каун не изиграва нито един мач за Кливланд в плейофната серия, но тимът печели титлата в НБА и така Саша и Тимофей Мозгов стават първите руснаци шампиони на САЩ по баскетбол. През юли 2016 г. слага край на кариерата си за втори път.

## Успехи
- Шампион на НБА – 2015/16
- Шампион на NCAA – 2008
- Шампион на Русия – 2008/2009, 2009/2010, 2010/2011, 2011/2012, 2012/2013, 2013/2014, 2014/15
- Купа на Русия – 2010
- Обединена ВТБ Лига – 2008, 2009/2010, 2011/2012, 2012/2013, 2013/2014, 2014/15